# Jose Manuel Castells Arteche
Jose Manuel Castells Arteche   (Bilbao, 27 de juliol de 1943 - Sant Sebastià, 19 d'octubre de 2024) va ser un catedràtic de Dret Administratiu de la Universitat del País Basc, degà de la Facultat de Dret, membre de la Comissió Arbitral del País Basc i diputat de la Diputació Foral de Guipúscoa.

## Biografia
José Manuel Castells va néixer a Bilbao el 1943. Era germà Miguel Castells Artetxe, parlamentari basc i senador per Herri Batasuna, de María Teresa Castells Arteche i de Carmen Castells Arteche.
Es va doctorar en Dret per la Universitat Complutense de Madrid amb premi extraordinari. Va ser professor convidat per la Universitat de Trento (1993) i ponent en el Congrés de la Universitat de Nacions Unides (1992). Va ser membre de la Comissió Arbitral del País Basc, Diputat Foral de la primera Diputació Foral de Guipúscoa de la democràcia, director d'Administració Local del Consell General del País Basc, impulsor de l'Institut Basc d'Administració Pública, membre de la primera Comissió Mixta de Transferències i membre de la Junta Electoral de Guipúscoa.
També va ser degà de la Facultat de Dret de la Universitat del País Basc (UPV) i secretari general de la UPV. Com a expert va participar en la reforma constitucional del Senat, sobre seguretat pública en el Congrés dels Diputats, i en la Comissió Especial d'Autogovern del Parlament Basc.
En 1974 va aconseguir la plaça de professor titular en la UPV i el 1984 la càtedra de Dret Administratiu. També va ser el president de la secció de dret d'Eusko Ikaskuntza.

## Publicacions
Entre les publicacions de Castells destaquen:
- La UPV-EHU a debate, 1998.
- La institucionalización jurídica y política de Vasconia, 1997.
- Cuestiones finiseculares de las administraciones públicas, 1991.
- La policía autónoma, 1988.
- Libro Proceso de construcción y desarrollo de la función pública autonómica, 1987.
- La Euskadi autónoma y los funcionarios públicos, 1980.
- El estatuto vasco: El estado regional y el proceso estatutario vasco, 1976.